# Catostemma ebracteolatum
Catostemma ebracteolatum är en malvaväxtart som beskrevs av J.A. Steyermark. Catostemma ebracteolatum ingår i släktet Catostemma och familjen malvaväxter. Inga underarter finns listade i Catalogue of Life.